# Ruprecht Pipan
Ruprecht Pipan (ur. 20 lutego 1375 w Ambergu, zm. 25 stycznia 1397) – książę Palatynatu z dynastii Wittelsbachów.
Był synem Ruprechta z Palatynatu i jego żony Elżbiety Hohenzollern. W 1398 ojciec Ruprechta Pipana, więc już po śmierci syna, odziedziczył po swoim ojcu Ruprechcie II tytuł elektora Palatynatu. Natomiast w 1400 został królem Niemiec.
Ruprecht Pipan w sierpniu 1392 w Alzey poślubił Elżbietę von Sponheim – córkę hrabiego Szymona III i wdowę po hrabim Engelbercie III von der Marck.
Został pochowany w bazylice św. Marcina w Ambergu.